# Doina (film)
Doina este un film românesc muzical de scurtmetraj din 2010 scris și regizat de producătorul italian Nikolas Grasso. Rolurile principale au fost interpretate de actorii Mariana Preda, Maria Dinulescu, Mircea Galis și Carmen Ungureanu.Doina a fost premiat de 9 festivaluri internationale de film.

## Subiect
Doina, o adolescentă talentată, se pregătește pentru un concert internațional important de pian. Cu toate acestea, pianul nu reprezintă adevărata ei pasiunea și, în curând, ea trebuie să aleagă să urmeze calea pe care oricine altcineva i-a planificat-o sau să își urmeze propriul drum prin viață.

## Lansare
Filmul a avut premiera mondială la Monaco International Film Festival pe 2 decembrie 2010, și, ulterior, a fost proiectat la mai multe festivaluri de film din întreaga lume, inclusiv la Gasparilla Film Festival din Tampa, Florida, unul dintre cele mai mari festivaluri de filme independente și la Phoenix Film Festival, cel mai mare festival de film care are loc în Arizona.

## Premii și nominalizări
- 2010: Mariana Preda a câștigat Premiul pentru cea mai buna actriță la Festivalul Internațional de Film de la Monaco[8]
- 2011: Mariana Preda a câștigat Premiul pentru cea mai buna actriță (Meilleure Actrice) la Festival du Cinéma din Paris[9]
- 2011: a câștigat Premiul pentru cel mai bun scurtmetraj la Festivalul Internațional de Film și Muzică de la Chicago[10]
- 2011: a câștigat Premiul Publicului la Festivalul Național de Film pentru Tinerele Talente din Seattle, Washington[11]
- 2011: a câștigat  Premiul pentru cel mai bun scurtmetraj la Festivalul de scurtmetraje Fiaticorti din Italia[12]
- 2012, a câștigat  Premiul pentru cea mai buna coloana sonoră la Festivalul International Inventa un Film din Italia [13]
- 2014, a câștigat Premiul publicului la Corti d'Essay Film Festival [14]
- 2014, a câștigat  Premiul pentru cel mai bun scenariu la Delhi Shorts International Film Festival [15]
- 2016, a câștigat Palma de Aur la Mexico International Film Festival [16]